# Mulholland Drive (film)
Mulholland Drive (soms afgekort tot Mulholland Dr.) is een Amerikaanse film uit 2001 geregisseerd door David Lynch.

## Voorgeschiedenis
Aanvankelijk was het filmproject bedoeld als een twee uur durende proefaflevering voor een televisieserie voor ABC. ABC hoopte daarmee op een soortgelijk succes als met Lynch' serie Twin Peaks begin jaren negentig. ABC vroeg Lynch verschillende aanpassingen in de montage te maken - welke hij ook doorvoerde - maar het televisiestation besloot uiteindelijk om er niet mee door te gaan. De serie kwam er niet, maar Lynch behield zijn rechten op het materiaal en werkte het om tot een speelfilm. Omdat Lynch in Hollywood geen geldschieters voor het project kon vinden, moest hij uitwijken naar Frankrijk. Daar raakte de Franse productiemaatschappij Canal+ geïnteresseerd in het project. Terwijl alle buitenopnamen in Hollywood werden gemaakt vonden de binnenopnamen plaats in Parijs.

## Ontvangst
Mulholland Drive ging in 2001 in première op het Filmfestival in Cannes en werd daar lovend ontvangen. Lynch werd tijdens het festival genomineerd voor Beste Regie en kreeg later een Oscar-nominatie, eveneens voor Beste Regie. Hoewel Mulholland Drive in de bioscoop geen commercieel succes was, verkreeg de film al snel een cult-status. Zoals gebruikelijk voor Lynch' films bestaat er onduidelijkheid over de betekenis van veel scènes en de plot als geheel. Op Internet zijn er talloze pagina's te vinden waarop over de symboliek en de 'juiste' interpretatie wordt gediscussieerd.

## Verhaal

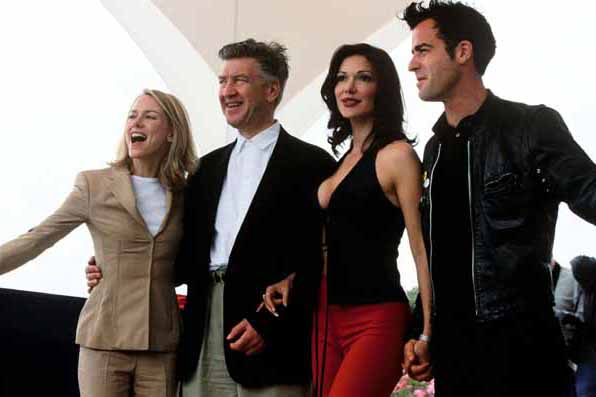
V.l.n.r. Naomi Watts, David Lynch, Laura Harring en Justin Theroux

Een donkerharige vrouw (gespeeld door Laura Harring) krijgt midden in de nacht een ongeluk op Mulholland Drive in Los Angeles en verliest daardoor haar geheugen. Eigenlijk was zij ontvoerd door twee mannen die op het punt stonden haar te liquideren, maar op het laatste moment crasht een auto die bezig is met streetracen op de wagen van de ontvoerders. De twee criminelen zijn dood, de donkerharige vrouw is ongedeerd. Verward loopt ze terug naar de stad en overnacht in een leegstaand appartement. De volgende dag wordt ze daar gevonden door Betty Elms (gespeeld door Naomi Watts), een jonge actrice die net naar Hollywood is verhuisd met de bedoeling het daar te gaan maken. De donkerharige vrouw weet niet hoe ze heet, maar besluit zichzelf Rita te noemen omdat ze de naam Rita Hayworth op een filmposter ziet staan. Betty en Rita proberen samen te reconstrueren wat er met Rita gebeurd is. Er ontwikkelt zich een lesbische relatie tussen beiden.
Ondertussen gebeuren er vreemde dingen, die zeker op het eerste gezicht geen verband lijken te houden met de hoofdlijn. Een man vertelt over een nachtmerrie die vervolgens werkelijkheid wordt, filmregisseur Adam Kesher (Justin Theroux) wordt bedreigd door de maffia, er vindt een ontmoeting met een geheimzinnige cowboy plaats en een onervaren crimineel steelt een 'black book'.
De film wordt hoe langer hoe meer bizar en onnavolgbaar totdat alle verhaallijnen ineens stoppen en er een nieuwe film lijkt te beginnen. Naomi Watts speelt nu de geflopte actrice Diane Selwyn, die ongelukkig is met haar leven. Haar partner Camilla (Laura Harring) heeft haar verlaten voor gevierd regisseur Adam Kesher. Boos, vernederd en ten einde raad huurt Diane iemand in om Camilla te laten vermoorden en ze pleegt uiteindelijk zelfmoord.

## Interpretaties

### Eerste interpretatie
De film is opgesplitst in twee gedeelten. Het tweede gedeelte speelt zich hierbij af vlak voor het eerste gedeelte. In het tweede gedeelte speelt Naomi Watts een heel andere rol dan in het eerste gedeelte.
In het eerste gedeelte zagen we hoe de twee actrices elkaar ontmoetten en vervolgens een lesbische relatie kregen. Vervolgens komen ze in het theater waar niets is wat het lijkt, dit is het theater waarin de trompetsolo gegeven werd. Dit theater moet eigenlijk de bioscoop symboliseren. Vervolgens openen de twee actrices de mysterieuze kubus en ontvouwt zich het tweede gedeelte. Deze donkere kubus symboliseert het verhaal zelf. Betty en Rita wordt de kubus (= het verhaal) geopenbaard. Hierna wordt het hele verhaal duidelijk uitgelegd. Dit gedeelte speelt zich dus een paar dagen ervoor af. Diana Selwyn komt erachter dat haar partner Camilla vreemdgaat met regisseur Adam Kesner en wil wraak nemen. Daarom organiseert zij de moordaanslag op haar partner. Nadat Camilla bij deze mislukte moordaanslag haar geheugen kwijtraakt, wil Diane niet meer leven. Ze pleegt zelfmoord, haar lijk wordt halverwege het eerste deel gevonden als Betty en Rita in het appartement gaan kijken. Rita is dus gewoon Camilla die haar geheugen was kwijtgeraakt.
De conclusie van deze interpretatie is simpel: Mulholland Drive heeft een simpel verhaal dat alleen niet chronologisch verteld wordt. Lynch heeft ons bewust op een dwaalspoor gezet door zowel Betty als Diane (twee totaal verschillende personages) door dezelfde actrice te laten spelen. De film eindigt met een shot van een spookachtige zwerver die dezelfde kubus in z'n handen ronddraait. Dit personage moet eigenlijk David Lynch zelf voorstellen: hij draait de kubus (het verhaal) in z'n handen. Hij is meester van het verhaal, als hij wil, kan hij het verhaal (kubus) zo omdraaien.

### Tweede interpretatie
Een tweede veel gehoorde interpretatie is freudiaans van aard en gaat uit van het idee dat (onbewuste) verlangens in dromen naar voren komen. Volgens deze zienswijze is het eerste deel van de film de droom van Diane Selwyn, die zichzelf als Betty een betere carrière en een ideale relatie met Rita/Camilla toedeelt. Als men dit deel als droom begrijpt, is het te verklaren dat de gebeurtenissen soms en in toenemende mate onsamenhangend zijn. Het tweede deel van de film moet dan worden geïnterpreteerd als de kille 'werkelijkheid' waarin Diane mislukt en verlaten is.
Naast deze interpretaties doen andere interpretaties en meer en minder plausibele theorieën de ronde.